# أكوارو
أكوارو ( كالابريان) هي (بلدية) في مقاطعة فيبو فالينتيا في منطقة كالابريا الإيطالية ، وتقع على بعد حوالي 50 كيلومتر (31 ميل) جنوب غرب كاتانزارو وحوالي 15 كيلومتر (9 ميل) جنوب شرق فيبو فالينتيا.

## الحدود الجغرافية
تقع أكوارو على حدود البلديات التالية: Arena ،Dasà ،Dinami ،Fabrizia، سان بيترو دي كاريدا.

## روابط خارجية
- الموقع الرسمي
- أكوارو